# Джозеф Ральстон
Джозеф Ральстон (англ. Joseph Ralston; нар. 4 листопада 1943, Ферв'ю, Кентуккі) — американський воєначальник, генерал Повітряних сил США (1998), Верховний головнокомандувач ОЗС НАТО в Європі (2000—2003), 4-й заступник голови Об'єднаного комітету начальників штабів США (1996—2000). Після виходу у відставку працював у компаніях оборонно-промислового комплексу США, спеціальний представник США по протидії Робітничій партії Курдистану. Учасник війни у В'єтнамі.

## Біографія
Військова кар'єра
- 24 липня 1965 — другий лейтенант
- 24 січня 1967 — перший лейтенант
- 24 липня 1968 — капітан
- 1 грудня 1973 — майор
- 1 квітня 1978 — підполковник
- 1 червня 1981 — полковник
- 1 березня 1988 — бригадний генерал
- 1 серпня 1990 — генерал-майор
- 13 липня 1992 — генерал-лейтенант
- 1 липня 1995 — генерал

- Липень 1965 — серпень 1966, курсант, пілотна підготовка, військово-повітряна база Лафлін, Техас
- Серпень 1966 — квітень 1967, курсант навчальної школи підготовки екіпажів F-105, військово-повітряна база Нелліс, штат Невада
- Квітень 1967 — жовтень 1969, член бойового екіпажу F-105, 67-ма тактична винищувальна ескадрилья, пізніше 12-та тактична винищувальна ескадрилья, авіабаза Кадена, Японія
- Жовтень 1969 — грудень 1969, курсант, пілотна підготовка F-105 «wild weasel»[en], військово-повітряна база Нелліс, штат Невада
- Січень 1970 — жовтень 1970, пілот F-105 Wild Weasel, 354-та тактична винищувальна ескадрилья, Королівська військово-повітряна база Таїлі, Таїланд
- Жовтень 1970 — грудень 1971, пілот-інструктор F-105 Wild Weasel, 66-та ескадрилья винищувальної зброї, військово-повітряна база Нелліс, штат Невада
- Грудень 1971 — червень 1973, офіцер підготовки пілотів винищувачів F-15, офіс заступника начальника штабу з вимог, штаб Тактичного повітряного командування ПС, військово-повітряна база Ленглі, штат Вірджинія
- Червень 1973 — червень 1975, помічник оперативного офіцера 335-ї тактичної винищувальної ескадрильї, потім начальник відділу стандартизації та оцінки, 4-е тактичне винищувальне крило, військово-повітряна база Сеймура Джонсона, штат Північна Кароліна
- Червень 1975 — червень 1976, слухач Командно-штабного коледжу армії США, Форт Лівенворт, Канзас
- Червень 1976 — липень 1979, офіцер з вимог тактичних винищувачів, офіс заступника начальника штабу з досліджень та розробок штабу ПС США, Вашингтон, округ Колумбія
- Липень 1979 — липень 1980, оперативний офіцер, пізніше командир 68-ї тактичної винищувальної ескадрильї, військово-повітряна база Муді, Джорджія
- Липень 1980 — серпень 1983, спеціальний помічник, пізніше начальник штабу Тактичного повітряного командування, військово-повітряна база Ленглі, штат Вірджинія
- Серпень 1983 — червень 1984, слухач Національного воєнного коледжу, Форт Леслі Макнейрт, Вашингтон, округ Колумбія
- Червень 1984 — лютий 1986, спеціальний помічник з питань низьких спостережуваних технологій, офіс заступника начальника штабу з досліджень, розробок та придбання, штаб ПС США, Вашингтон, округ Колумбія
- Лютий 1986 — березень 1987, командир 56-ї тактичної навчального крила, авіабаза Мак-Ділл, штат Флорида
- Березень 1987 — червень 1990, помічник заступника начальника штабу з операцій, згодом заступник начальника штабу з вимог, штаб Тактичного повітряного командування ПС, військово-повітряна база Ленглі, штат Вірджинія
- Червень 1990 — грудень 1991, директор «Тактичних програм», офіс помічника секретаря ПС з питань придбання, Вашингтон, округ Колумбія
- Грудень 1991 — липень 1992, директор з оперативних вимог, офіс заступника начальника штабу з планування та операцій штабу ПС США, Вашингтон, округ Колумбія
- Липень 1992 — липень 1994, командувач Аляскинського командування, Аляскинського командування регіону аерокосмічної оборони Північної Америки, 11-а ВПС та Об'єднаних цільових груп «Аляска», авіабаза Ельмендорф, Аляска
- Липень 1994 — червень 1995, заступник начальника штабу з планів та операцій, штаб ПС США, Вашингтон, округ Колумбія.
- Червень 1995 — лютий 1996, Командувач Бойового повітряного командування, військово-повітряна база Ленглі, штат Вірджинія
- Березень 1996 — квітень 2000, заступник голови Об'єднаного комітету начальників штабів США, Вашингтон, D.C.
- Травень 2000 — січень 2003, Командувач Європейського командування США та Верховний головнокомандувач ОЗС НАТО в Європі, Монс, Бельгія